# 稲永
稲永（いなえい）は、愛知県名古屋市港区の地名。現行行政地名は稲永一丁目から稲永五丁目。住居表示実施。

## 地理
名古屋市港区中央部に位置する。東は一州町、南は潮凪町に接する。

## 歴史

### 町名の由来
稲永新田の名に由来する。

### 沿革
- 1940年（昭和15年）10月15日 - 港区稲永新田の一部により、同区稲永町が成立する[1]。
- 1987年（昭和62年）11月22日 - 港区稲永新田・稲永町・十一屋町・十一屋三丁目の各一部により同区稲永一丁目が、港区稲永新田の一部により同区稲永二丁目から四丁目が、港区稲永新田・稲永町・宝神町・十一屋町の各一部により同区稲永五丁目がそれぞれ成立する[1]。また、港区稲永町が消滅する[1]。

## 世帯数と人口
2019年（平成31年）3月1日現在の世帯数と人口は以下の通りである。
| 丁目       | 世帯数    | 人口    |
| ---------- | --------- | ------- |
| 稲永一丁目 | 354世帯   | 666人   |
| 稲永二丁目 | 779世帯   | 1,645人 |
| 稲永三丁目 | 230世帯   | 506人   |
| 稲永四丁目 | 1,078世帯 | 2,161人 |
| 稲永五丁目 | 726世帯   | 1,311人 |
| 計         | 3,167世帯 | 6,289人 |

### 人口の変遷
国勢調査による人口の推移
| 1995年（平成7年）  | 7,328人 | [ WEB 6 ]  |  |
| 2000年（平成12年） | 7,698人 | [ WEB 7 ]  |  |
| 2005年（平成17年） | 7,418人 | [ WEB 8 ]  |  |
| 2010年（平成22年） | 7,062人 | [ WEB 9 ]  |  |
| 2015年（平成27年） | 6,623人 | [ WEB 10 ] |  |

## 学区
市立小・中学校に通う場合、学校等は以下の通りとなる。また、公立高等学校に通う場合の学区は以下の通りとなる。なお、小・中学校は学校選択制度を導入しておらず、番毎で各学校に指定されている。
| 丁目       | 小学校                                    | 中学校                                    | 高等学校 |
| ---------- | ----------------------------------------- | ----------------------------------------- | -------- |
| 稲永一丁目 | 名古屋市立稲永小学校                      | 名古屋市立港南中学校                      | 尾張学区 |
| 稲永二丁目 | 名古屋市立稲永小学校                      | 名古屋市立港南中学校                      | 尾張学区 |
| 稲永三丁目 | 名古屋市立稲永小学校                      | 名古屋市立港南中学校                      | 尾張学区 |
| 稲永四丁目 | 名古屋市立稲永小学校                      | 名古屋市立港南中学校                      | 尾張学区 |
| 稲永五丁目 | 名古屋市立稲永小学校 名古屋市立港西小学校 | 名古屋市立港南中学校 名古屋市立宝神中学校 | 尾張学区 |

## 交通
- 名古屋臨海高速鉄道
■西名古屋港線（あおなみ線） 稲永駅

## 施設

### 稲永一丁目
- 名古屋市立港南中学校[2]
- 万泰幼稚園[2]
- 港南公園

1982年（昭和57年）4月1日供用開始。

### 稲永二丁目
- 名古屋市営港南荘[2]
- 名古屋臨海高速鉄道稲永変電所
- 稲永新田公園

1984年（昭和59年）3月31日供用開始。
- 稲永新田処分場

1967年（昭和42年）12月から1970年（昭和45年）5月まで使用された名古屋市の処分場。面積は102,282平方メートル。

### 稲永三丁目
- 稲永東公園[2]

1956年（昭和31年）10月15日供用開始。

### 稲永四丁目
- 名古屋市営東稲永荘[2]
- 新稲永住宅[2]
- 名古屋市営中稲永荘[2]

### 稲永五丁目
- 名古屋市営西稲永荘[2]
- 中部電力稲永変電所[2]
- 小島歯科医院[2]
- 神明社[2]
- 真宗大谷派新福寺[2]

## その他

### 日本郵便
- 郵便番号 : 455-0842[WEB 3]（集配局：名古屋港郵便局[WEB 15]）。

### WEB
1. ↑  “愛知県名古屋市港区の町丁・字一覧”.   人口統計ラボ. 2017年4月8日閲覧。
2. 1 2  “町・丁目(大字)別、年齢(10歳階級)別公簿人口(全市・区別)”.   名古屋市 (2019年3月20日). 2019年3月21日閲覧。
3. 1 2  “郵便番号”.  日本郵便. 2019年3月17日閲覧。
4. ↑  “市外局番の一覧”.   総務省. 2019年1月6日閲覧。
5. 1 2  名古屋市役所市民経済局地域振興部住民課町名表示係 (2015年10月21日). “港区の町名一覧”.   名古屋市. 2020年11月15日閲覧。
6. ↑  総務省統計局 (2014年3月28日). “平成7年国勢調査の調査結果(e-Stat) - 男女別人口及び世帯数 －町丁・字等”. 2019年3月23日閲覧。
7. ↑  総務省統計局 (2014年5月30日). “平成12年国勢調査の調査結果(e-Stat) - 男女別人口及び世帯数 －町丁・字等”. 2019年3月23日閲覧。
8. ↑  総務省統計局 (2014年6月27日). “平成17年国勢調査の調査結果(e-Stat) - 男女別人口及び世帯数 －町丁・字等”. 2019年3月23日閲覧。
9. ↑  総務省統計局 (2012年1月20日). “平成22年国勢調査の調査結果(e-Stat) - 男女別人口及び世帯数 －町丁・字等”. 2019年3月23日閲覧。
10. ↑  総務省統計局 (2017年1月27日). “平成27年国勢調査の調査結果(e-Stat) - 男女別人口及び世帯数 －町丁・字等”. 2019年3月23日閲覧。
11. ↑  “市立小・中学校の通学区域一覧”.   名古屋市 (2018年11月10日). 2019年1月14日閲覧。
12. ↑  “平成29年度以降の愛知県公立高等学校（全日制課程）入学者選抜における通学区域並びに群及びグループ分け案について”.   愛知県教育委員会 (2015年2月16日). 2019年1月14日閲覧。
13. 1 2 3  “都市公園の名称、位置及び区域並びに供用開始の期日” (2019年5月1日). 2019年11月3日閲覧。
14. 1 2  “名古屋市の処分場・埋立場”. 2021年7月22日閲覧。
15. ↑  “郵便番号簿 2018年度版” (PDF).   日本郵便. 2019年4月14日閲覧。

### 書籍
1. 1 2 3 4  名古屋市計画局 1992, p. 838.
2. 1 2 3 4 5 6 7 8 9 10 11 12 13 14  「角川日本地名大辞典」編纂委員会 1989, p. 1529.
3. ↑  名古屋市計画局 1992, p. 510.